# Alpbach
Alpbach is een gemeente in de Oostenrijkse deelstaat Tirol, en maakt deel uit van het district Kufstein.
Alpbach telt 2585 inwoners.
De Oostenrijkse natuurkundige Erwin Schrödinger ligt hier met zijn vrouw begraven.

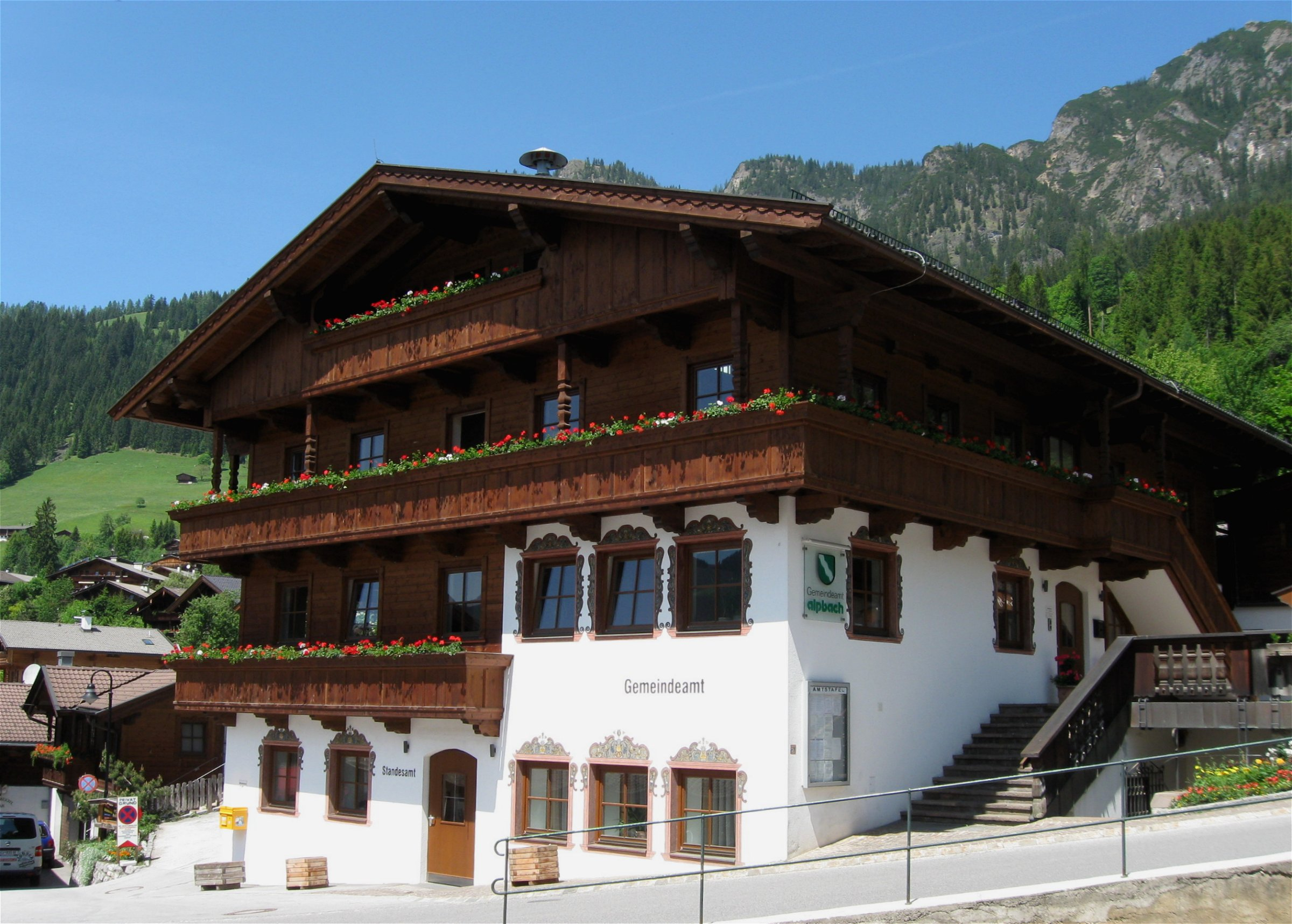
Stadhuis
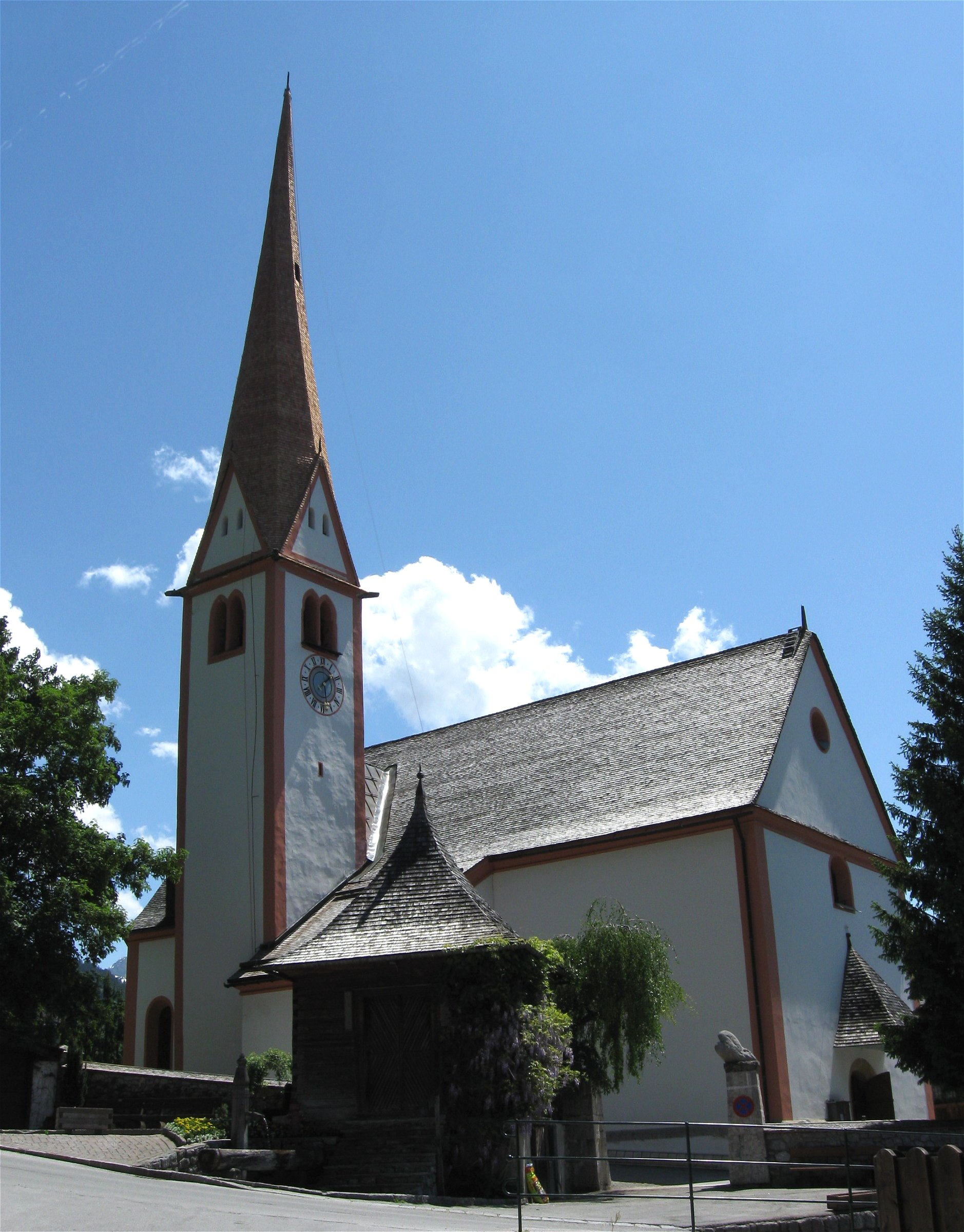
De gedraaide toren van de Sint-Oswald
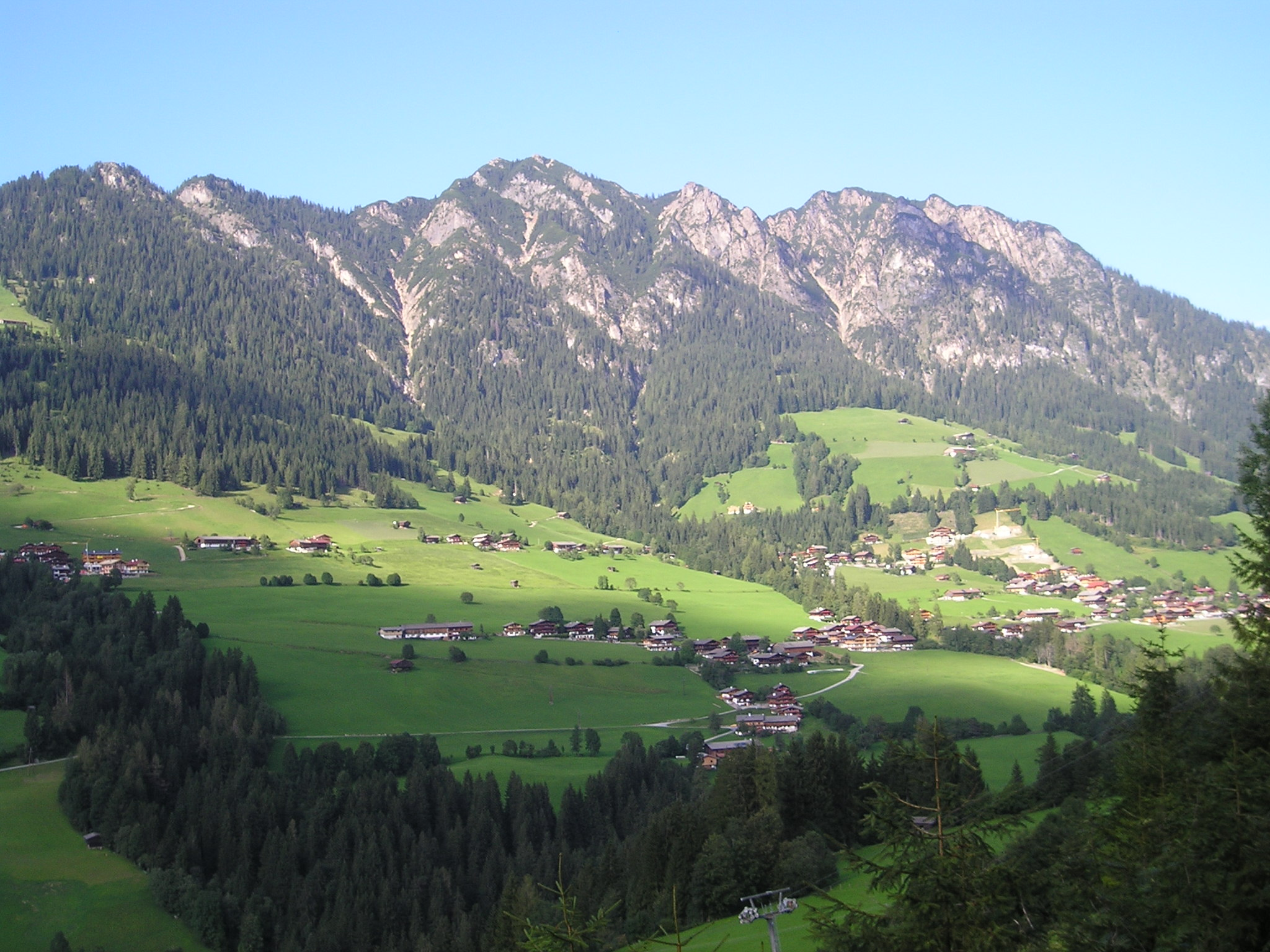
Zicht vanaf Wiedersberger Horn
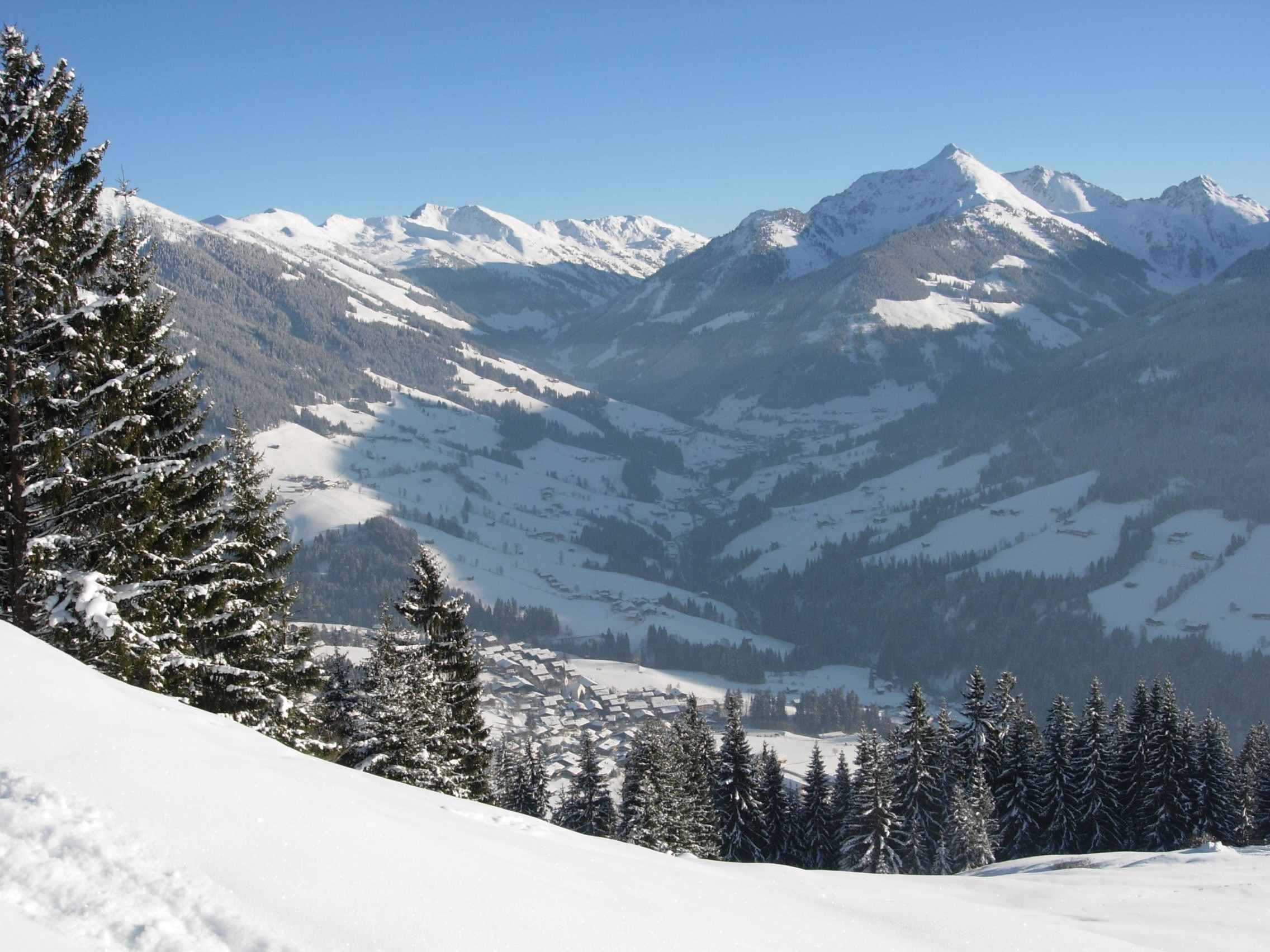
Alpbach in de winter
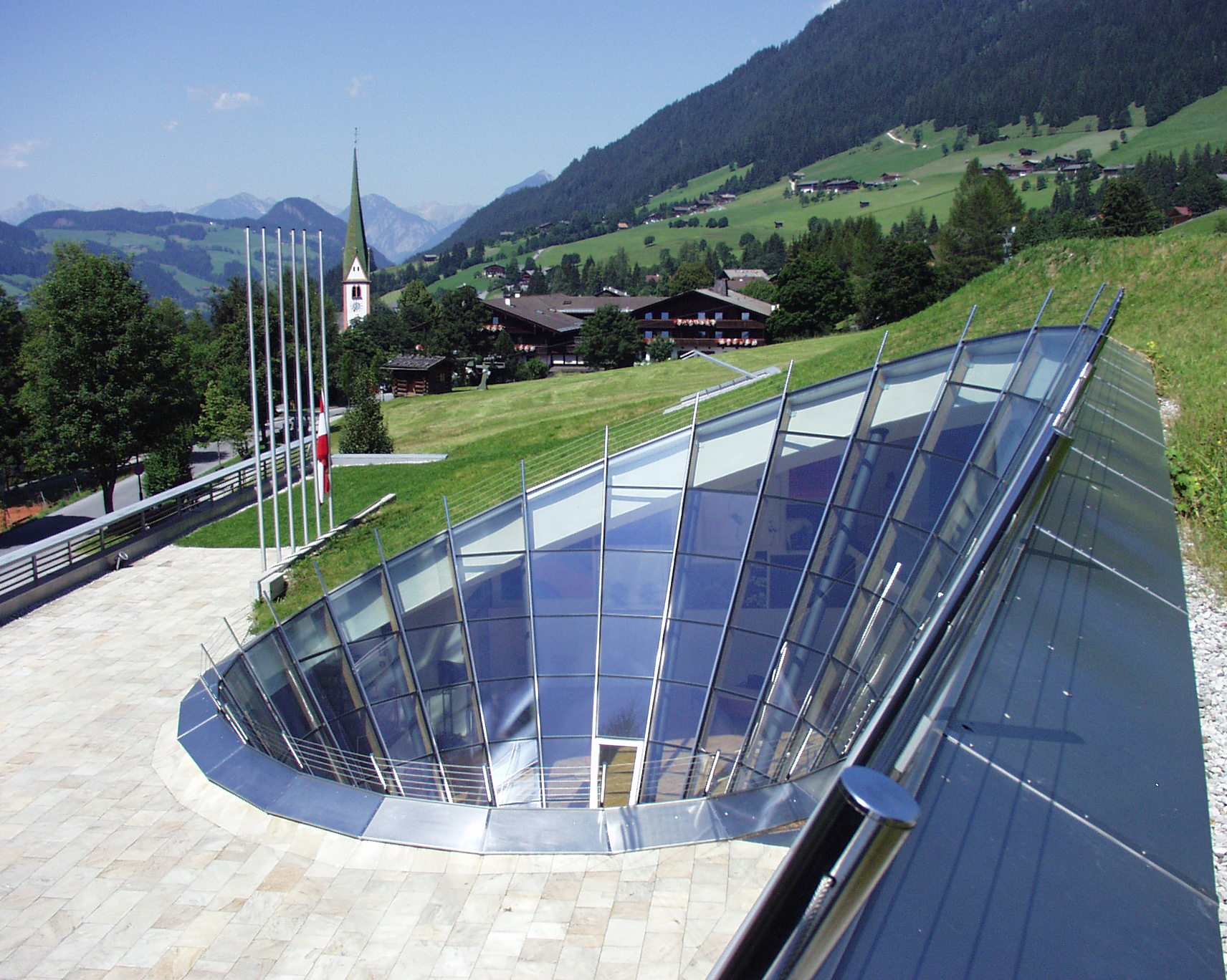
Congress Centrum (2.)
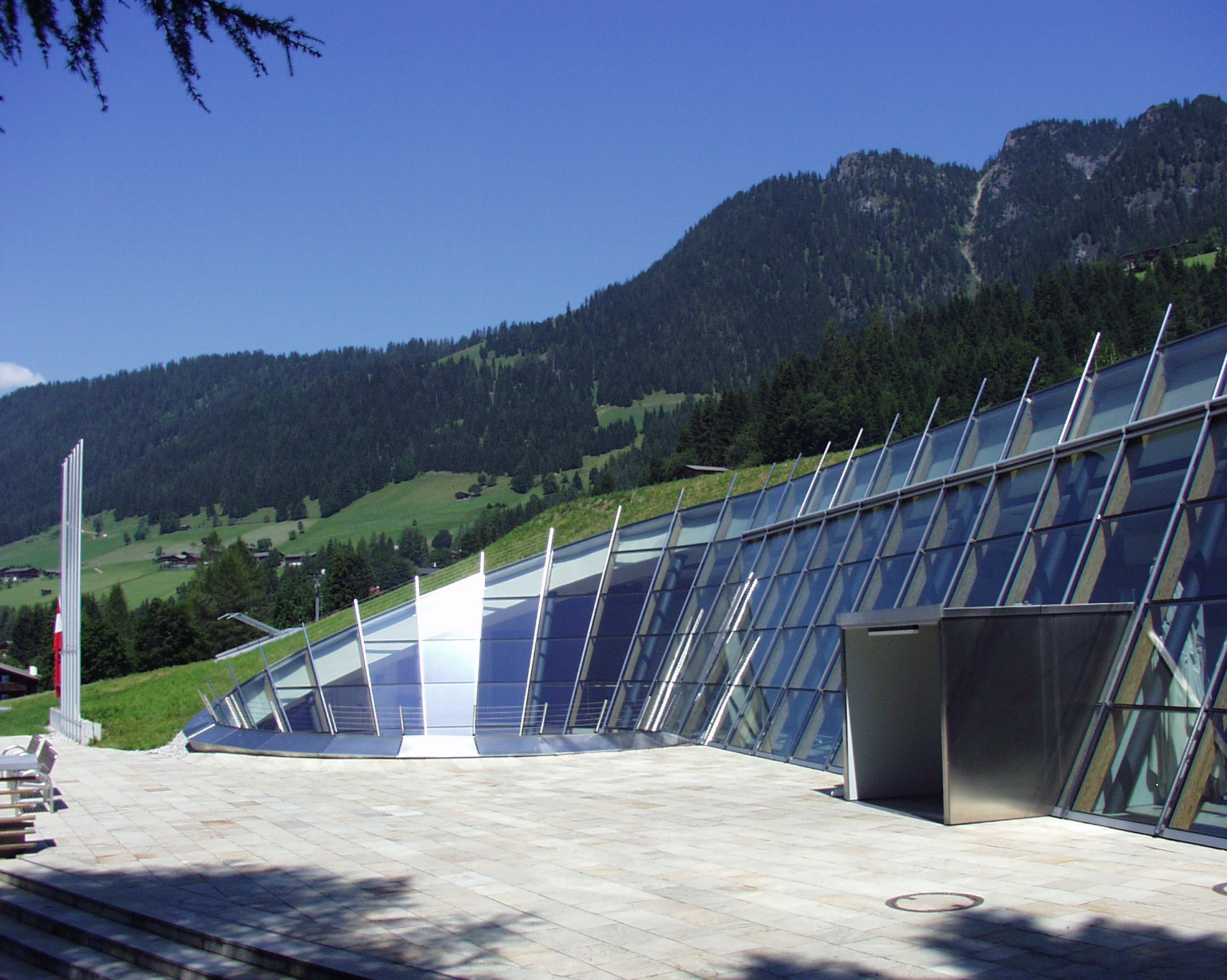
Congress Centrum (3.)
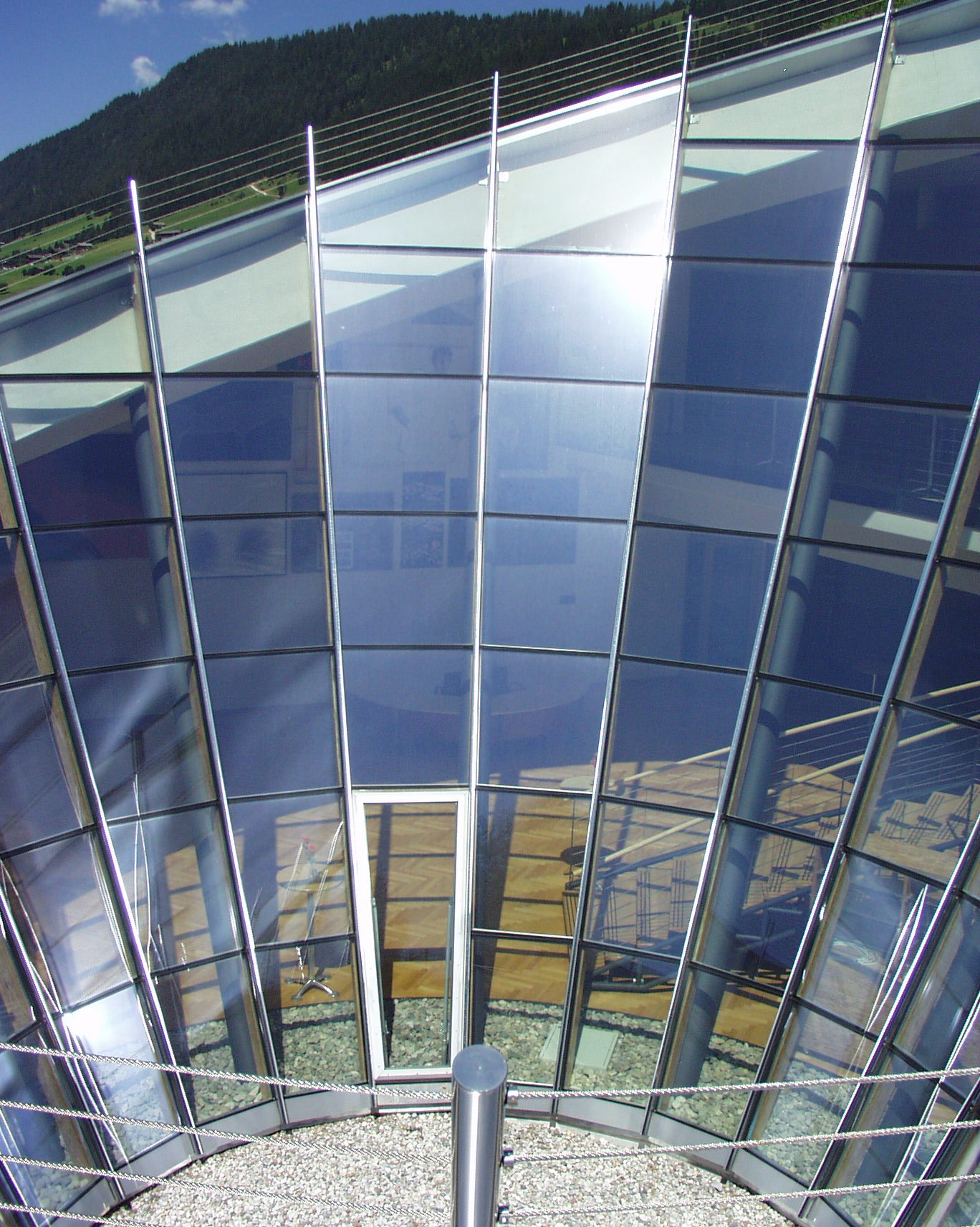
Congress Centrum (4.)
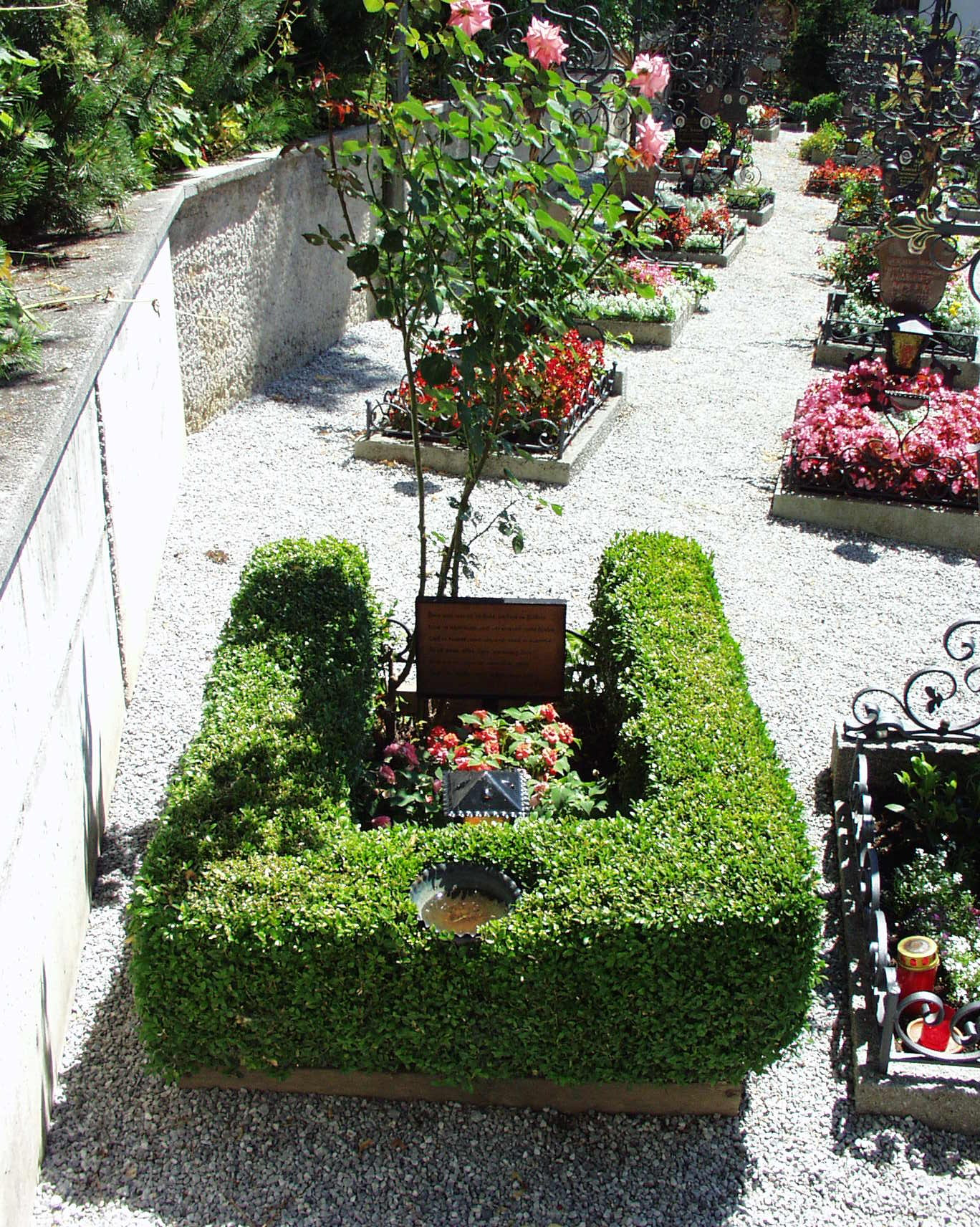
Graf Erwin Schrödinger

Alpbach · Angath · Angerberg · Bad Häring · Brandenberg · Breitenbach am Inn · Brixlegg · Ebbs · Ellmau · Erl · Kirchbichl · Kramsach · Kufstein · Kundl · Langkampfen · Mariastein · Münster · Niederndorf · Niederndorferberg · Radfeld · Rattenberg · Reith im Alpbachtal · Rettenschöss · Scheffau am Wilden Kaiser · Schwoich · Söll · Thiersee · Walchsee · Wildschönau · Wörgl
- Bibliothèque nationale de France: cb13545323z (data)
- Gemeinsame Normdatei: 4001326-1
- Library of Congress Control Number: n80158595
- Nationale Bibliotheek van Tsjechië: ge564181
- Nationale Bibliotheek van Israël: 987007564193505171
- Virtual International Authority File: 140722905
- WorldCat: E39PBJxWTcxtr9HfCRyTGFHgrq